# Campionat de Catalunya de rugbi 1964-1965
El Campionat de Catalunya de rugbi 1964-1965 fou la seixantena edició del Campionat de Catalunya. Se celebrà durant la temporada 1964-1965 i fou organitzat per la Federació Catalana de Rugby. Hi participaren nou equips, destacant els combinats habituals de la competició, com la UE Santboiana, vigent campió, el FC Barcelona, el CN Barcelona, entre d'altres.
La competició se celebrà durant els caps de setmana de la temporada 1964-1965 i es disputà en format de lliga regular a doble volta, un partit com a local i l'altre com a visitant, amb un total de setze jornades. La classificació final s'establí d'acord amb els punts totals obtinguts per cada participant en finalitzar el campionat. Els equips obtingueren tres punts per cada victòria, dos punts per cada empat i un punt per cada derrota.
Es proclamà campió el Club Esportiu Universitari, que finalitzà imbatut i aconseguí el seu primer títol de la competició.

## Clubs participants
- Club Futbol Barcelona
- Club Natació Barcelona
- Barcelona Universitari Club
- Associació Esportiva Joventut
- Associació Deportiva Maquinista
- Club Natació Montjuïc
- Club Natació Poble Nou
- Unió Esportiva Santboiana
- Club Esportiu Universitari

## Classificació final
| Pos | Equip           | PJ | PG | PE | PP | GF  | GC  | DG   | Pts |
| --- | --------------- | -- | -- | -- | -- | --- | --- | ---- | --- |
| 1   | CE Universitari | 16 | 13 | 3  | 0  | 274 | 32  | +242 | 45  |
| 2   | CF Barcelona    | 16 | 11 | 2  | 3  | 187 | 84  | +103 | 40  |
| 3   | UE Santboiana   | 16 | 11 | 1  | 4  | 152 | 71  | +81  | 39  |
| 4   | CN Barcelona    | 16 | 9  | 2  | 5  | 281 | 82  | +199 | 36  |
| 5   | AE Joventut     | 16 | 9  | 0  | 7  | 152 | 194 | −42  | 34  |
| 6   | BUC             | 16 | 7  | 0  | 9  | 86  | 106 | −20  | 30  |
| 7   | CN Poble Nou    | 16 | 4  | 0  | 12 | 100 | 206 | −106 | 24  |
| 8   | CN Montjuïc     | 16 | 2  | 0  | 14 | 41  | 290 | −249 | 20  |
| 9   | AD MAquinista   | 16 | 1  | 2  | 13 | 23  | 228 | −205 | 20  |

| Campió de Catalunya de rugbi 1964-65 |
| ------------------------------------ |
| CE Universitari Primer títol         |